# Harald Czudaj
Harald Czudaj (ur. 14 lutego 1963 w Wermsdorf) – niemiecki bobsleista (pilot boba). Złoty medalista olimpijski z Lillehammer.
Urodził się w NRD i do zjednoczenia Niemiec reprezentował barwy tego kraju. Na igrzyskach startował trzykrotnie, już jako reprezentant Niemiec (IO 92, IO 94, IO 98), największy sukces odnosząc w 1994, kiedy to został mistrzem olimpijskim. Czterokrotnie stawał na podium mistrzostw świata.